# Ausgeschnittene Glockenblume
Die Ausgeschnittene Glockenblume (Campanula excisa) ist eine Pflanzenart aus der Gattung Glockenblumen (Campanula) innerhalb der Familie der Glockenblumengewächse (Campanulaceae).

## Beschreibung

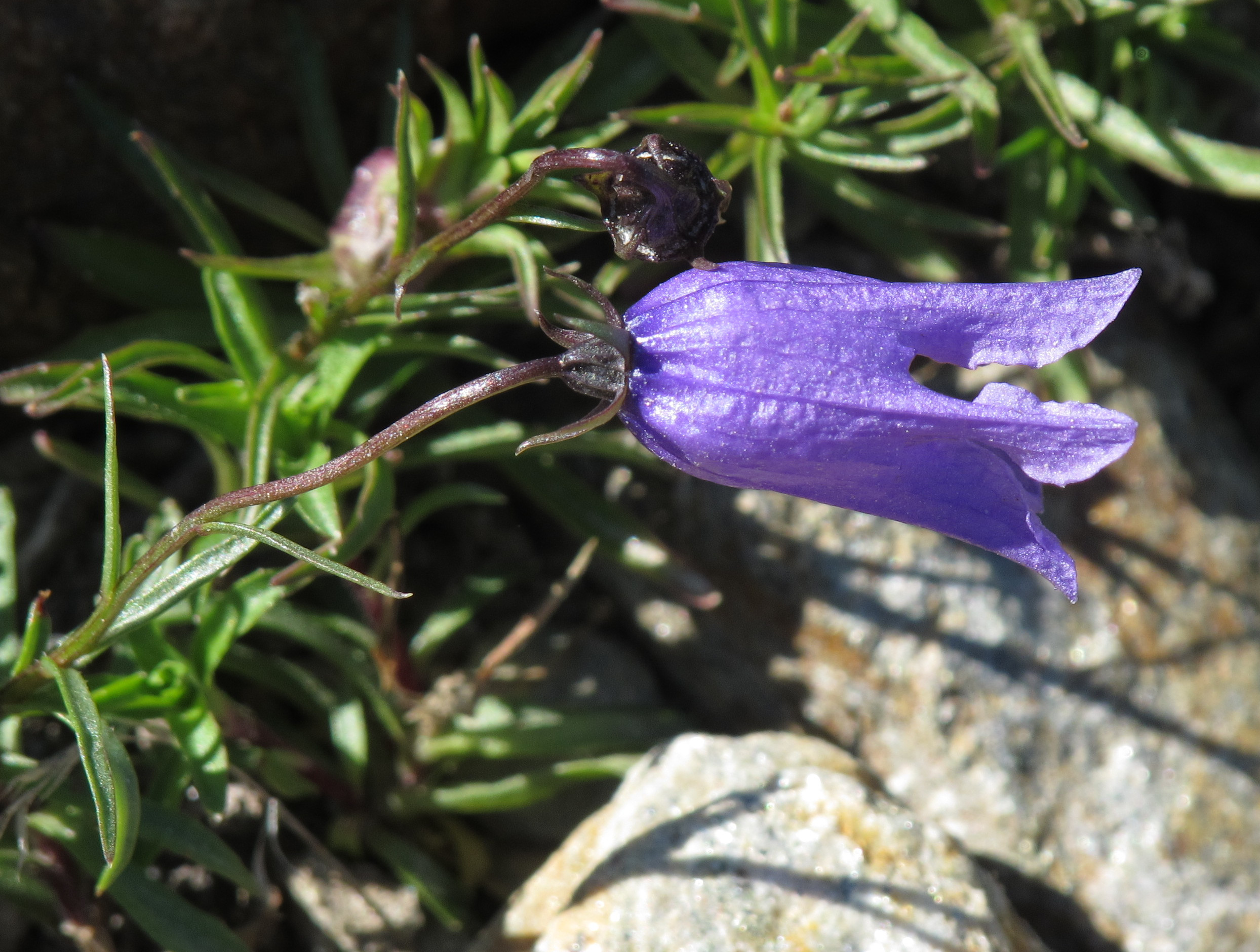
Blüte

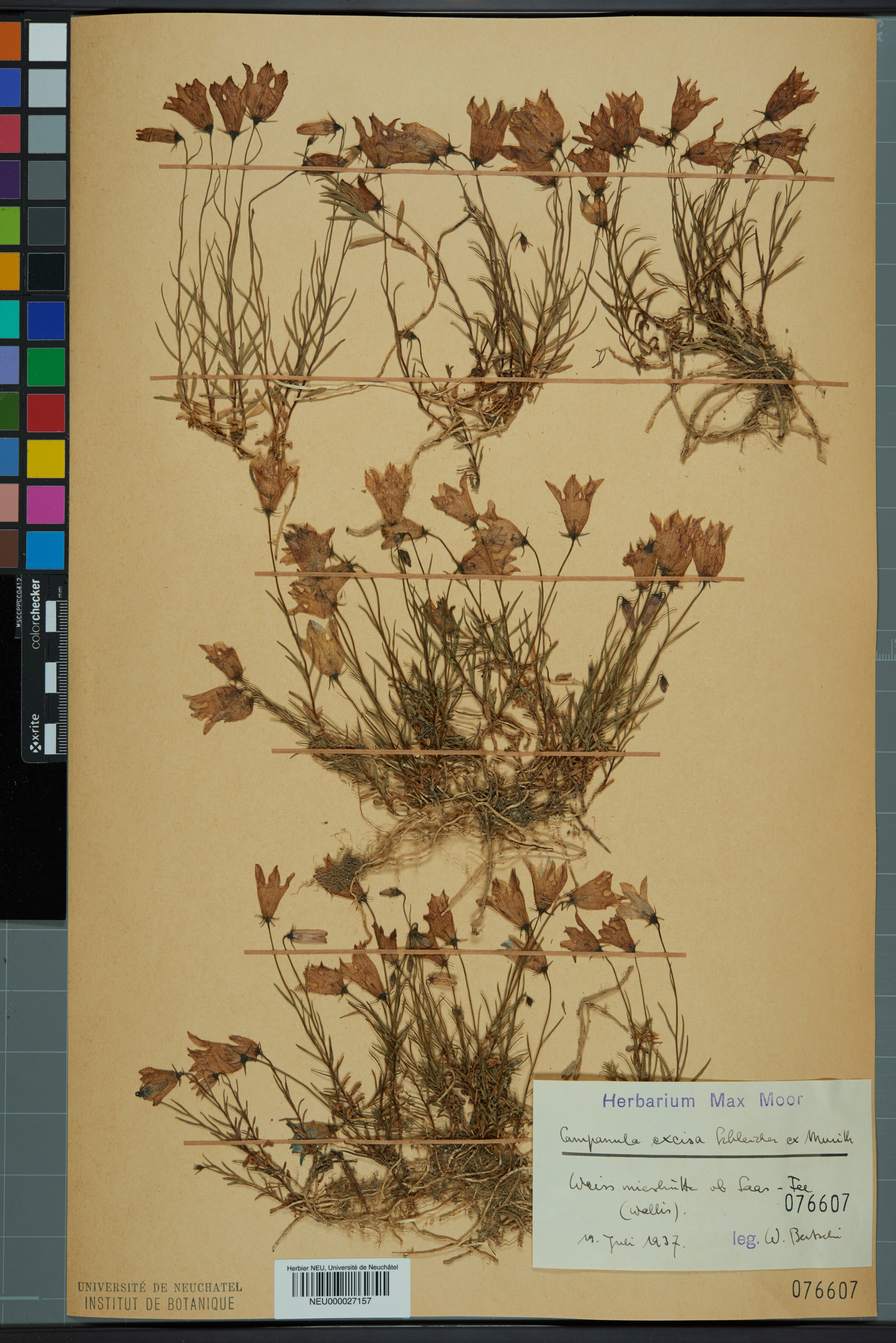
Herbarbeleg

### Vegetative Merkmale
Die Ausgeschnittene Glockenblume ist eine ausdauernde krautige Pflanze, die Wuchshöhen von 5 bis 12, selten bis zu 20 Zentimetern erreicht. Sie wächst in lockeren Rasen. Der Stängel ist einfach, bogig aufsteigend und im unteren Bereich kurz behaart.
Die Laubblätter sind grundständig und wechselständig am Stängel verteilt angeordnet. Die Grundblätter sind herzförmig, gestielt und zur Anthese meist schon vertrocknet. Die unteren Stängelblätter sind lanzettlich und stumpf, die oberen linealisch und spitz; die unteren breiter als die oberen.

### Generative Merkmale
Die Blütezeit reicht von Juli bis August. Die oft nickenden Blüten befinden sich meist einzeln am Stängelende. Die Tragblätter sind kürzer als die Blütenstiele.
Die zwittrigen Blüten sind fünfzählig mit doppelter Blütenhülle. Die kahlen, abstehenden Kelchzipfel sind fast linealisch und ihre Buchten sind rund, Anhängsel fehlen. Die fünf hell-blauvioletten Kronblätter sind bis fast der Hälfte ihrer Länge zu einer 10 bis 25 Millimeter langen, schmal-glockenförmigen Krone verwachsen und länger als ihr Durchmesser. Die Kronzipfel sind eiförmig, ihre Buchten sind ausgerundet. Das ist nur bei dieser Glockenblumen-Art so; davon leitet sich das Artepitheton excisa und der Trivialname Ausgeschnittene Glockenblume her.
Die nickende Frucht ist kahl und öffnet sich an ihrer Basis mit drei Löchern.
Die Chromosomenzahl beträgt 2n = 34.

## Vorkommen
Die Ausgeschnittene Glockenblume ist ein Endemit der Westalpen von den Grajischen bis zu den Tessiner Alpen. Sie ist örtlich häufig. Sie wächst auf Silikat in Felsspalten, Schutt und Geröll in der subalpinen bis alpinen Stufe in Höhenlagen von 1800 bis 2300 Metern. Sie hat Vorkommen in Frankreich, der Schweiz und in Italien.
Die ökologischen Zeigerwerte nach Landolt & al. 2010 sind in der Schweiz: Feuchtezahl F = 2 (mäßig trocken), Lichtzahl L = 4 (hell), Reaktionszahl R = 2 (sauer), Temperaturzahl T = 1+ (unter-alpin, supra-subalpin und ober-subalpin), Nährstoffzahl N = 2 (nährstoffarm), Kontinentalitätszahl K = 4 (subkontinental).

## Taxonomie
Die Erstbeschreibung von Campanula excisa erfolgte 1810 durch Johann Christoph Schleicher in Laurent-Joseph Murith: Le Guide du Botaniste qui voyage dans le Valais: avec un catalogue des plantes de ce pays et de ses environs, auquel on a joint les lieux de naissance et l'époque de la fleuraison pour chaque espèce. Lausanne, Seite 57.